# Monument national du Canyon de Chelly
Pour les articles homonymes, voir Chelly.
Le Monument national du Canyon de Chelly (prononcer « d'chai ») est un monument national américain situé dans l'État de l'Arizona, au sud-ouest des États-Unis.
Le mot « Chelly » est une déformation anglaise du mot navajo « tseqi », qui signifie « canyon rocheux ». Il est au milieu d'une grande réserve Navajo. Il a la forme d'un Y, creusé verticalement dans les lits de grès par deux arroyos : Tsaile Creek et Whiskey Creek qui se joignent pour former le Rio de Chelly. Il s'étend sur 40 kilomètres. Depuis le nord-est, le canyon del Muerto, long de 50 kilomètres, le rejoint à Chinle. La hauteur des falaises atteint 300 mètres. Aucune de ces terres n’appartient au gouvernement fédéral, le Monument étant entièrement détenu par le Navajo Tribal Trust de la Nation Navajo. C’est la seule unité du National Park Service détenue et gérée de cette manière. Le Canyon de Chelly est l'un des Monuments nationaux américains les plus visités du pays.

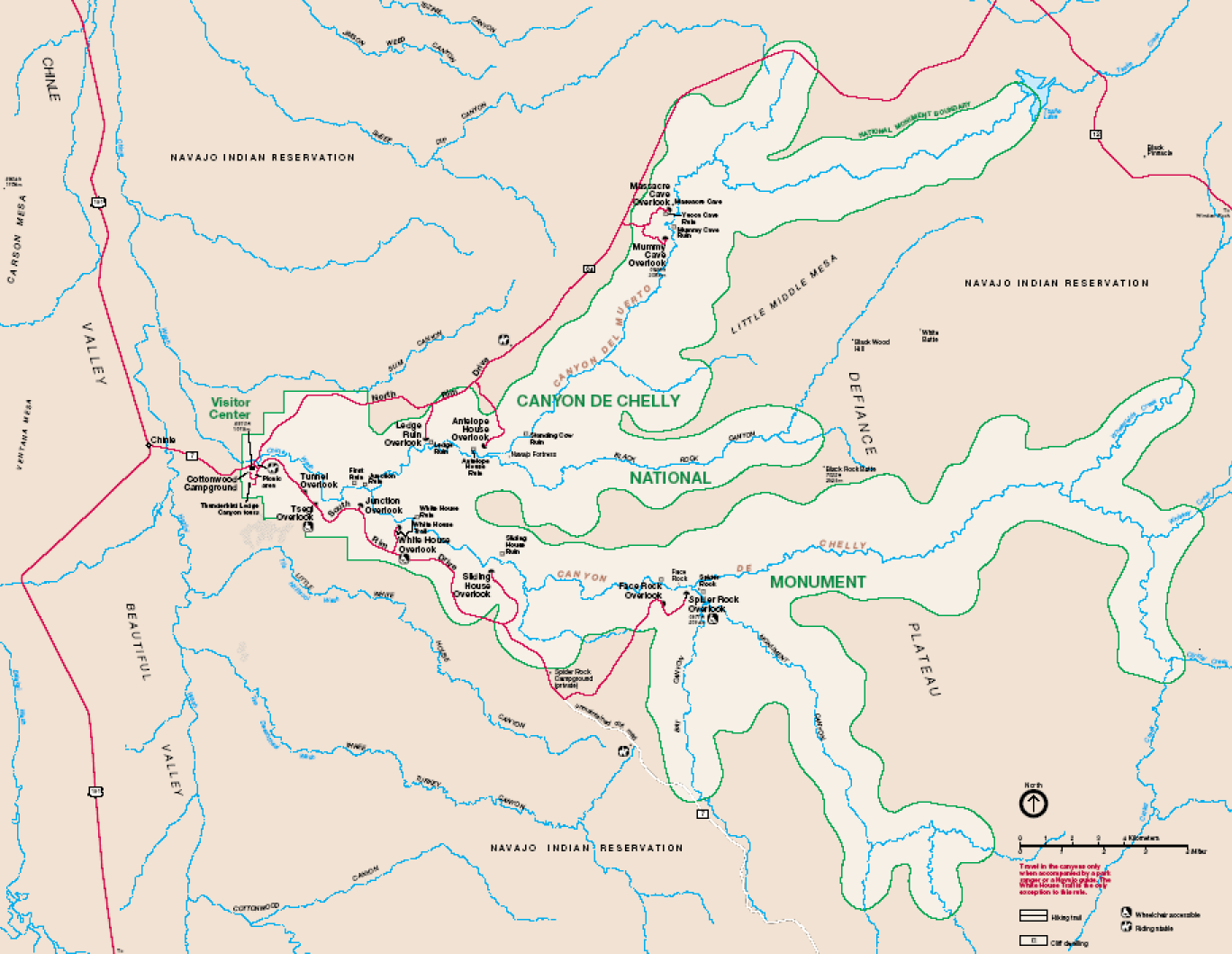
Carte du Canyon de Chelly.

## Histoire
Les Anasazis occupèrent le canyon de manière continue depuis le début de l'ère chrétienne jusque vers 1300. L'âge d'or des Anasazis du canyon de Chelly se situe de 1100 à 1300. Un millier de personnes devaient occuper les différents villages du canyon. Les sites les plus connus sont White House, Antelope House et Mummy Cave. Les Anasazis désertèrent la région pour des raisons mal connues, écologiques (érosion, sécheresse) mais aussi humaines (guerres). Une partie des habitants migra vers les mesas des Hopis.
Les Navajos s'installèrent dans le canyon à partir de 1700. Ils y faisaient paître leurs troupeaux et pratiquaient une agriculture rudimentaire. En 1805, lors d'un conflit qui opposait les Navajos aux colons espagnols, un groupe de Navajos se réfugia dans le canyon del Muerto, où ils furent poursuivis par un détachement espagnol sous les ordres du lieutenant Antonio Narbona. Retranchés dans un abri sous la falaise, les Navajos furent massacrés par les soldats espagnols. La tuerie fit 115 victimes. L'endroit est encore connu sous le nom de « Massacre Cave ».
Un poste de traite est établi dans la région en 1896. Il se développe au cours du siècle suivant pour devenir un motel, le seul établissement hôtelier dans le monument, le Thunderbird Lodge.

## Description
Ce canyon encore habité présente de belles formations rocheuses et abrite des habitats troglodytes d'anciens Indiens Pueblos. Quelques familles de fermiers Navajos s'y sont réinstallées, cultivant maïs et haricots et élevant des moutons. Parmi les formations rocheuses les plus spectaculaires, Spider Rock, aiguille de 244 m de haut surplombant le canyon.

## Galerie d'images

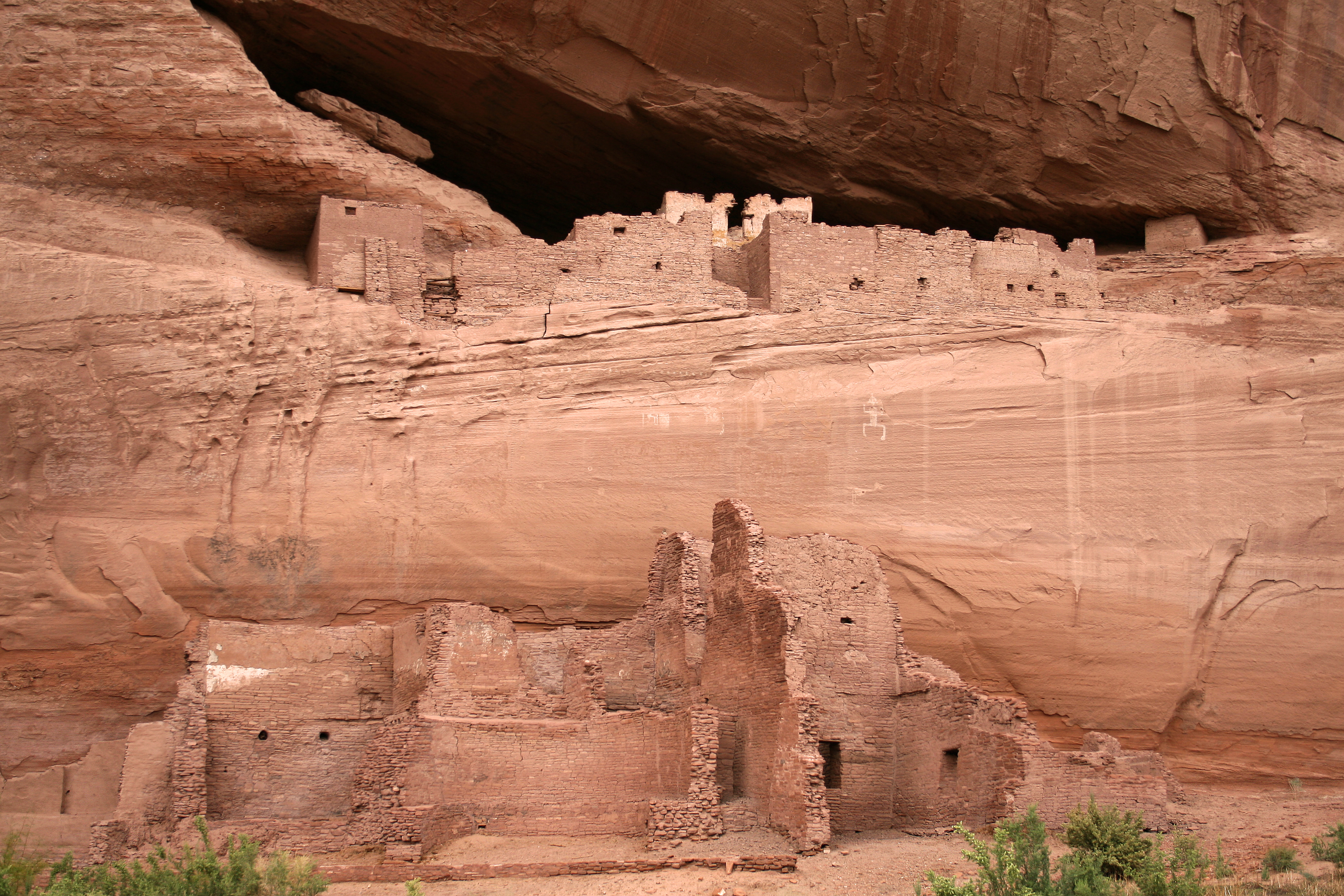
Vue rapprochée de la White House.
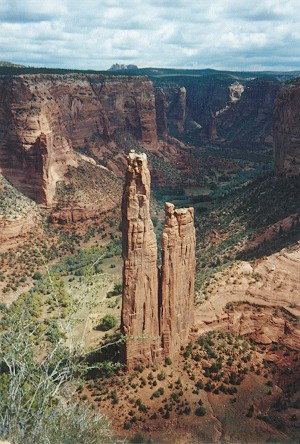
Spider Rock.
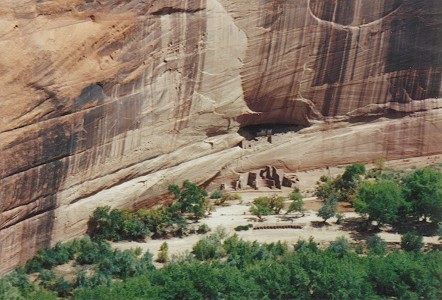
White House.
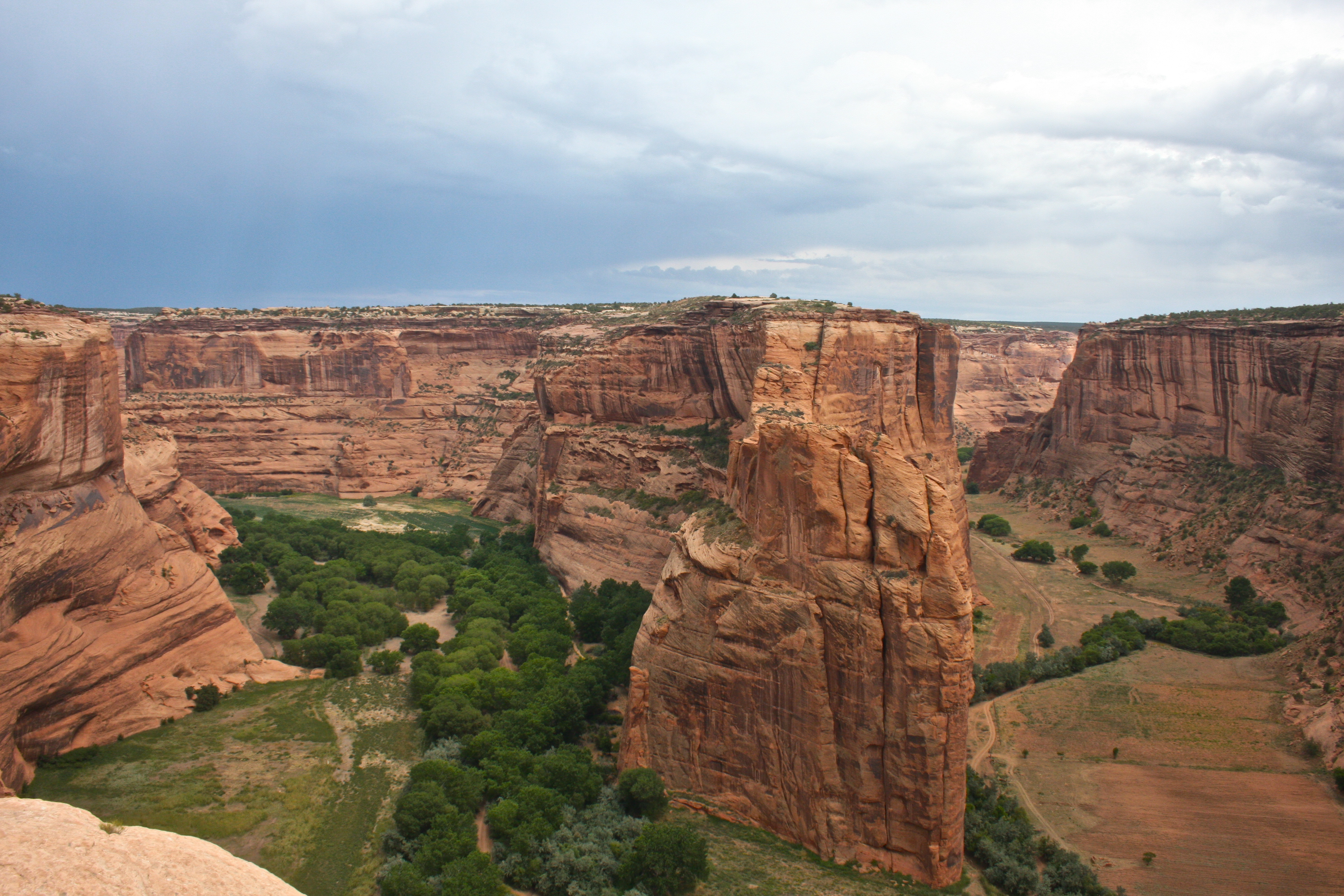
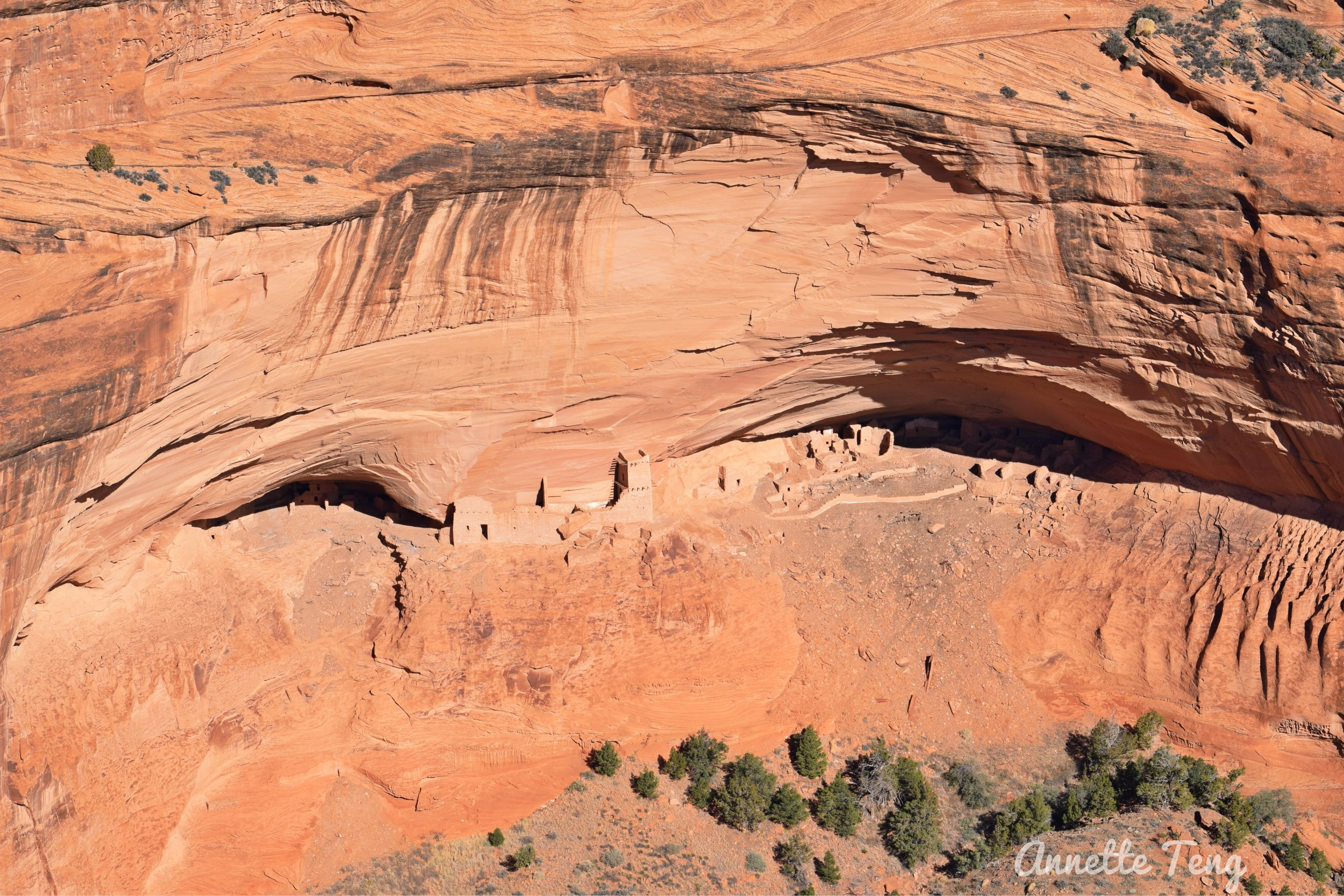
Mummy Cave Ruins.